# HC Mariánské Lázně
HC Mariánské Lázně (celým názvem: Hockey Club Mariánské Lázně) je český klub ledního hokeje, který sídlí v Mariánských Lázních v Karlovarském kraji. Založen byl v roce 1923. Od sezóny 2018/19 působí v Západočeském krajském přeboru, čtvrté české nejvyšší soutěži ledního hokeje. Klubové barvy jsou žlutá, modrá a bílá.
Své domácí zápasy odehrává na zimním stadionu Mariánské Lázně s kapacitou 1 500 diváků.

## Přehled ligové účasti
Stručný přehled
Zdroj:
- 1976–1977: Divize – sk. B (4. ligová úroveň v Československu)
- 1979–1980: Krajský přebor I. třídy - Západní Čechy (3. ligová úroveň v Československu)
- 1992–1993: Krajský přebor regionální I. třídy – Západní Čechy (sk. B) (4. ligová úroveň v Československu)
- 1993–1997: 2. liga – sk. Západ (3. ligová úroveň v České republice)
- 1998–1999: Západočeský krajský přebor (4. ligová úroveň v České republice)
- 2003–2007: Karlovarský krajský přebor (4. ligová úroveň v České republice)
- 2007–2010: bez soutěže
- 2010–2011: Karlovarská krajská soutěž – sk. A (5. ligová úroveň v České republice)
- 2011–2012: Karlovarská krajská soutěž (5. ligová úroveň v České republice)
- 2012–2018: Karlovarská krajská liga (4. ligová úroveň v České republice)
- 2018– : Západočeský krajský přebor (4. ligová úroveň v České republice)

Jednotlivé ročníky
Zdroj:
Legenda: ZČ - základní část, červené podbarvení - sestup, zelené podbarvení - postup, fialové podbarvení - reorganizace, změna skupiny či soutěže
| Československo (1976 – 1993)                                                                  |                                                            |           |           |                                       |                      |
| Sezóny                                                                                        | Soutěž                                                     | Úroveň    | ZČ        | Play-off, nadstavba, sk. o udržení... | Poznámky             |
| 1976/77                                                                                       | Divize – sk. B                                             | 4. úroveň | 3. místo  |                                       | Reorganizace         |
| ...                                                                                           |                                                            |           |           |                                       |                      |
| 1979/80                                                                                       | Krajský přebor I. třídy - Západní Čechy                    | 3. úroveň | ?. místo  |                                       |                      |
| ...                                                                                           |                                                            |           |           |                                       |                      |
| 1992/93                                                                                       | Krajský přebor regionální I. třídy – Západní Čechy (sk. B) | 4. úroveň | ?. místo  |                                       | Postup               |
| Česko (1993 – )                                                                               |                                                            |           |           |                                       |                      |
| Sezóny                                                                                        | Soutěž                                                     | Úroveň    | ZČ        | Play-off, nadstavba, sk. o udržení... | Poznámky             |
| 1993/94                                                                                       | 2. liga – sk. Západ                                        | 3. úroveň | 13. místo |                                       |                      |
| 1994/95                                                                                       | 2. liga – sk. Západ                                        | 3. úroveň | 15. místo |                                       |                      |
| 1995/96                                                                                       | 2. liga – sk. Západ                                        | 3. úroveň | 5. místo  |                                       |                      |
| 1996/97                                                                                       | 2. liga – sk. Západ                                        | 3. úroveň | 15. místo |                                       | Sestup               |
| ...                                                                                           |                                                            |           |           |                                       |                      |
| 1998/99                                                                                       | Západočeský krajský přebor                                 | 4. úroveň | 4. místo  |                                       |                      |
| ...                                                                                           |                                                            |           |           |                                       |                      |
| 2003/04                                                                                       | Karlovarský krajský přebor                                 | 4. úroveň | 5. místo  |                                       |                      |
| 2004/05                                                                                       | Karlovarský krajský přebor                                 | 4. úroveň | 5. místo  | Nadstavbová část (4. místo)           |                      |
| 2005/06                                                                                       | Karlovarský krajský přebor                                 | 4. úroveň | 2. místo  | Finálová skupina (2. místo)           |                      |
| 2006/07                                                                                       | Karlovarský krajský přebor                                 | 4. úroveň | 4. místo  | Finálová skupina (3. místo)           | Odhlášení ze soutěže |
| V letech 2007–2010 byl klub bez A-mužstva, v soutěžích přihlášena pouze mládežnická družstva. |                                                            |           |           |                                       |                      |
| 2010/11                                                                                       | Karlovarská krajská soutěž – sk. A                         | 5. úroveň | 4. místo  |                                       | Reorganizace         |
| 2011/12                                                                                       | Karlovarská krajská soutěž                                 | 5. úroveň | 1. místo  | Finále                                | Postup               |
| 2012/13                                                                                       | Karlovarská krajská liga                                   | 4. úroveň | 5. místo  |                                       |                      |
| 2013/14                                                                                       | Karlovarská krajská liga                                   | 4. úroveň | 3. místo  |                                       |                      |
| 2014/15                                                                                       | Karlovarská krajská liga                                   | 4. úroveň | 4. místo  |                                       |                      |
| 2015/16                                                                                       | Karlovarská krajská liga                                   | 4. úroveň | 2. místo  |                                       |                      |
| 2016/17                                                                                       | Karlovarská krajská liga                                   | 4. úroveň | 2. místo  | Finále                                |                      |
| 2017/18                                                                                       | Karlovarská krajská liga                                   | 4. úroveň | 3. místo  | Zápas o 3. místo (výhra)              | Reorganizace         |
| 2018/19                                                                                       | Západočeský krajský přebor                                 | 4. úroveň | 10. místo | Čtvrtfinále KV divize                 |                      |
| 2019/20                                                                                       | Západočeský krajský přebor                                 | 4. úroveň |           |                                       |                      |